# Valeriana tangutica
Valeriana tangutica är en kaprifolväxtart som beskrevs av Alexander Feodorowicz Batalin. Valeriana tangutica ingår i släktet vänderötter, och familjen kaprifolväxter. Inga underarter finns listade i Catalogue of Life.